# Emileigh Rohn
Emileigh Rohn ist eine Musikerin aus Detroit im US-Bundesstaat Michigan. Ihre CDs werden von COP International vertrieben. Sie ist Betreiberin des von ihr 1998 gegründeten Elektronik-Musikprojekts Chiasm. Der Projektname (von altgriechisch χίασμα chíasma, deutsch ‚die Kreuzung‘) ist der englische Begriff für die dem Menschen das räumliche Sehen ermöglichende Sehnervenkreuzung (das Chiasma opticum).

## Leben

### Kindheit und Schulzeit
Im Alter von fünf Jahren nahm Rohn erste Klavierstunden bei ihrer Kirchenorganistin Mildred Benson. Mit 13 bekam sie ein Casio-Keyboard und begann, mit elektronischer Musik zu experimentieren. In der Junior High School und High School war sie in Musical- und Theater-Gruppen aktiv und schrieb Stücke für die jährliche Vaudeville-Aufführung ihrer Schule. Im letzten Highschool-Jahr gründete sie zusammen mit anderen die Künstler-Gruppe Inter Animi, die über mehrere Jahre Experimental-Industrial-Performances in den Clubs Michigans aufführten.

### Studium
Nach dem Highschool-Abschluss studierte Rohn Molekulargenetik und belegte Zusatzkurse in Poetik, Holografie und Fotografie. Sie versucht, all diese Felder in ihre künstlerische Arbeit einfließen zu lassen. Sie wirkte während des Studiums als Schauspielerin am Schwarzweiß-Film Extinguish von Brian Sullivan mit, der die Problematik des Selbstmordes behandelt und 1997 bei einer Kunstausstellung in Detroit Premiere feierte. Im Oktober 1997 trat sie der Band Dragon Tears Descending als Keyboarderin bei, allerdings verschoben sich ihre musikalischen Vorlieben immer mehr in Richtung Electronic und sie trat daher schnell wieder aus der Band aus und startete stattdessen zusammen mit Shane Terpening ihr eigenes Musikprojekt namens Electrophoretic Transfer, das nach einer Demo-CD namens Post Coitum allerdings aufgrund eines Wohnortwechsels Terpenings schnell ein Ende fand.

### Chiasm
Im Oktober 1998 veröffentlichte Rohn ihr Chiasm-Debütalbum Embryonic. Im Frühjahr 1999 folgte der Track Bouncing Baby Clones auf dem Electronic-Kompilation ''D[elEcTROnIc]T''. Im März 2001 veröffentlichte sie ihr erstes Album unter dem COP Intl.-Label, Disorder, dessen Track Isolated Jahre nach dessen ursprünglicher Veröffentlichung durch die Einbindung in das Computerspiel Vampire: The Masquerade – Bloodlines und die Fernsehserie Navy CIS Berühmtheit erlangte. Eine Crossover-Remix-Version des Albums unter Mitwirkung von TL5 wurde 2003 veröffentlicht. 2008 erschien ihr neuestes Album Reform. Ihre Songs wurden außerdem auf insgesamt 11 Samplern veröffentlicht.

## Diskografie
- Embryonic (1998)

Tracks: Enemy; Embryonic; Bouncing Baby Clones; Reliance; Chiasm; Fight; Incubator; Sterben; Someone; Fake Smile (in Zusammenarbeit mit J. C. Slaughter erstellt; Bonus-Track)
- Disorder (2001)

Tracks: Formula; Chiasm 5.0; Transparent; Disorder; Fight; Liquefy; Isolated; Cold; Enemy; Someone
- Divided We Fall: The Remix Collection (in Zusammenarbeit mit TL5 (Threat Level 5); Remix von Disorder; 2003)

Tracks: Disorder; Formula; Isolated; Transparent; Liquefy; The System; Images; Rivethead; Inside; The Light That Burns
- Relapse (2005)

Tracks: Embryonic; Surrender; Delay; Rewind; Still; X-Ray; Incision; Phobic; Needle; Chosen Fate; Rewind (Floating Tears Mix von ZIA; Bonus-Track); Surrender (Dark Techno Mix von TL5)
- Reform (2008)

Tracks: Deny; Soulprint; Unity; The Caffeine Cycle; Reform; A Section of Time; Deceivers; Won; Incubate; Extinguish
- 11:11 (2012)

Tracks: Petals; Angry Tree; I Want Some More; The Sea; Hideaway; So Lost; Draw A House; Answer In My Mind; Reliance; Obligatory; Space